# تدفئة مركزية

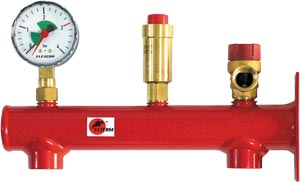
مقياس ضغط وتجهيزات الأمان

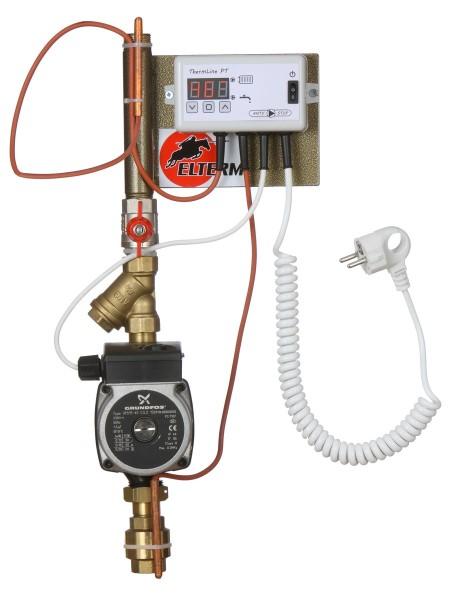
مضخة

التدفئة المركزية تشمل مسكن أو عمارة أو مبنى، وتستعمل وقود (الحطب أو الفحم أو الغاز أو النفط) أو كهرباء لتوليد البخار أو الهواء الساخن ومن ثم نقل الحرارة. وهو نظام تدفئة للبيوت والمكاتب بوسائل آمنة وسهلة. تعتبر التدفئة المركزية من أأمن الطرق لتدفئة الأماكن نظرا لقلة خطورتها على الممتلكات وعلى الأشخاص.[بحاجة لمصدر]
وهي عبارة عن دورة مياه تبدأ من نقطة على جسم الغلاية وتنتهي بنقطة على جسم الغلاية تسمى وهي دوره تشبه نسبيا الدورة الدموية عند الإنسان. والعجيب في الأمر أن طبيب فرنسي هو من قام باكتشاف التدفئة المركزية.
تتكون التدفئة المركزية من عدة أقسام أولها:
- الغلاية: ويتكون من الحارقة والمضخات والمدخنة.
- المشعاع: عبارة عن ألواح من الألمنيوم الخفيف وأنواع من السكب.
- الخزان: وهو خزان ماء صغير يوضع على سطح البيت ليؤمن الماء للغلاية.
- الأنابيب: حيث تقوم بتوصيل الماء الساخن من الغلاية إلى المشعاع
- خزان الوقود: يزود حارقة الغلاية بالوقود، أو يوصل الوقود من خلال أنابيب

يوجد في التدفئة المركزية نظامان:
- النظام المفتوح: وهو يعتمد على خزان في التزويد المائي بحيث يكون هنالك نظام تهوية للأنابيب عن طريق (هواي) على رأس المنور.
- النظام المغلق : وهو يعتمد على مضخة تزود الغلاية بالماء عن طريق صمام يسمح بدخول الماء باتجاه الغلاية ويمنع رجوعه.

ويعتبر النظام المفتوح أكثر أمان من النظام المغلق. في نظام التدفئة بالماء الساخن يتم تسخين الماء في المرجل الحراري الموجود في مكان منخفض من العمارة بوساطة أحد أنواع الوقود فيتمدد وتقل كثافته فيرتفع لأعلى عبر أنابيب معزولة وتتفرع إلى الغرف المختلفة حيث توجد المشعات الحرارية التي تسخن عند مرور الماء الساخن وترتفع درجة حرارتها فتنقل لها الحرارة من الماء بالتوصيل ثم تعطيه للهواء فتنشا تيارات الحمل كما تشعها في جميع الاتجاهات في الوسط المحيط بها مما يدفئ الغرفة بهذا تفقد المشعات الحرارية فيبرد الماء بداخلها فتزداد كثافته ويهبط عبر أنابيب أخرى إلى المرجل ليسخن من جديد.

## تاريخها

### كوريا القديمة
وجد استخدام أوندول في مواقع أثرية على أراضي ما يعرف اليوم باسم كوريا الشمالية. يُظهر موقع أثري يعود للعصر الحجري الحديث (نحو 5000 ق. م.) اكتُشف في أونغي الواقعة في هامغيونغبوكدو في كوريا الشمالية، أثرًا واضحًا للغوديول في المساكن المكتشفة.
العناصر الرئيسية للأوندول التقليدي هي الأغونغي (صندوق النار أو الفرن) الذي يمكن الوصول إليه من غرفة مجاورة (تكون عادةً المطبخ أو غرفة النوم الرئيسية)، وأرضية حجرية مرتفعة مبطنة بممرات دخان أفقية، ومدخنة شاقولية حرة على الجدار الخارجي المقابل توفر سحب الهواء. الأرضية المسخنة، الواقفة على دعامات أو عوارض لتوزيع الدخان، مغطاة بألواح صخرية وطين وطبقة كتيمة كالورق المشبع بالزيت.
بدأت الأوندولات الأولى على شكل غوديولات كانت توفر الحرارة للبيت وللطبخ. عند إشعال النار في الفرن لطبخ الرز لأجل العشاء، كان اللهب يتمدد أفقيًّا لأن مدخل الهواء كان إلى جانب الفرن. كانت طريقة التركيب هذه ضرورية؛ لأنها لم تكن تسمح للدخان أن يصعد إلى الأعلى، ما كان ليسبب انطفاء الشعلة بسرعة. مع مرور الشعلة عبر مدخل الهواء، كانت توجه عبر شبكة ممرات مع الدخان. كانت غرف بأكملها تبنى على مصرف هواء الفرن لتكون أرضيات الغرف من الأوندول.
كان الأوندول تقليديًّا يستخدم كغرفة معيشة للجلوس والأكل والنوم وأوقات التسلية الأخرى في معظم المنازل الكورية قبل ستينيات القرن العشرين. الكوريون معتادون على الجلوس والنوم على الأرض، والعمل والأكل على طاولات قصيرة بدل الطاولات المرتفعة مع الكراسي. كان الفرن يشعل باستخدام قش سنابل الرز بشكل رئيس، والنفايات الزراعية من المحاصيل، والكتلة الحيوية أو أي نوع آخر من حطب الإشعال المجفف. للطبخ على المدى القصير، كان يفضل استخدام قش سنابل الرز أو نفايات المحاصيل، في حين كانت الساعات الطويلة من الطبخ والتدفئة تحتاج حطب إشعال أطول احتراقًا. خلافًا لسخانات الماء المعاصرة، كان الوقود يحرق إما بصورة متقطعة أو بانتظام (مرتين إلى خمس مرات في اليوم)، حسب عدد مرات الطبخ أو حسب الظروف الجوية الموسمية.

### روما القديمة واليونان
طور اليونانيون القدماء في الأصل التدفئة المركزية. كان معبد إفسوس يسخن بممرات دخان مزروعة في الأرض تدير الحرارة التي كانت تولد بالنار. استخدمت بعض المباني في الإمبراطورية الرومانية أنظمة التدفئة المركزية بحِمل الهواء المسخن في أفران عبر مساحات فارغة تحت الأرضيات ومن الأنابيب (تدعى ممرات هواء ساخن) في الجدران –نظام يعرف باسم هيبوكاوستوم.
استمر استخدام الهيبوكاوستوم الروماني على نطاق أضيق أثناء العصور القديمة المتأخرة ومن قبل دولة الخلافة الأموية، في حين استخدم بناؤو المسلمين اللحاقين نظامًا أبسط من الأنابيب تحت الأرضية.
بعد انهيار الإمبراطورية الرومانية، عادت التدفئة عبر روما بشكل كبير إلى استخدام المواقد البدائية لمدة نحو ألف عام.
في مرتفعات الألب في أوائل القرون الوسطى، استُخدم نظام تدفئة مركزية أبسط تنتقل فيه الحرارة عبر قنوات تحت أرضية من غرفة الفرن بدل الهيبوكاوستوم الروماني في بعض الأماكن. في كنيسة دير رايشناو كانت شبكة من القنوات المتصلة تحت الأرضية تسخن غرفة كبيرة بمساحة 300 متر مربع يجتمع فيها الرهبان في شهور الشتاء. حُسب أن درجة فعالية هذا النظام 90%.
في القرن الثالث عشر، أعاد رهبان السيسترسية إحياء التدفئة المركزية في أوروبا المسيحية باستخدام فروع الأنهار مع أفران تشعل من داخل المباني. توفر كنيسة دير رويدا (شيدت عام 1202) جيدة الحفظ في منطقة أراغون من إسبانيا مثالًا ممتازًا عن هذا النظام.

### أنظمة التدفئة المركزية المعاصرة
طورت الطرق الثلاث الرئيسية للتدفئة المركزية في أواخر القرن الثامن عشر إلى منتصف القرن التاسع عشر.

#### الهواء الساخن
صمم ويليام ستروت بناء طاحونة جديد في ديربي مع فرن هواء ساخن مركزي في عام 1793، مع أن الفكرة كانت قد اقتُرحت سابقًا من قبل جون إيفلين قبل نحو مئة عام. تكون تصميم ستروت من فرن كبير يسخن الهواء المجلوب من الخارج عبر ممر كبير تحت أرضي. كانت تجري التهوية عبر المبنى عن طريق ممرات (دكتات) كبيرة مركزية.
في عام 1807، تعاون مع مهندس بارز آخر يدعى تشارلز سيلفستر على بناء مبنى جديد لمشفى ديربي الملكية. كان سيلفستر أساسيًّا في تطبيق نظام ستروت المبتكر في تدفئة المشفى الجديد. نشر أفكاره الجديدة في فلسفة الاقتصاد المنزلي؛ كما تتمثل في وضع التدفئة والتهوية والغسيل والتنشيف والطبخ،... في مستشفى ديربيشاير العامة في عام 1819. وثق سيلفستر الطرق الجديدة في تدفئة المشافي التي كانت متضمنة في التصميم، والمزايا الأكثر صحية كالمراحيض ذاتية التنظيف أو المراحيض ذات الهواء المتجدد. سمح نظام التدفئة الجديد في المشفى للمرضى باستنشاق الهواء المنعش المدفأ في حين كان يمرر الهواء القديم عبر قنوات إلى قبة من الزجاج والحديد في المركز.
تركت تصميماتهما أثرًا كبيرًا. نسخت على نطاق واسع في طواحين إنجلترا الوسطى واستمر تطويرها، حتى وصولها إلى حالة النضج مع عمل دي شابانس على تهوية مجلس العموم في العقد الثاني من القرن التاسع عشر. بقي هذا النظام معيار تدفئة المباني الصغيرة لبقية القرن.

#### البخار
اقترح الكاتب الإنجليزي هيو بلات نظام تدفئة مركزية يعمل على البخار لبيت دفيئة في عام 1594، لكن هذه كانت حادثةً وحيدة لم يتبعها أي تطوير حتى القرن الثامن عشر. اقترح الكولونيل كوك نظام أنابيب يحمل البخار حول المنزل من مرجل مركزي، ولكن جيمس واط المخترع الإسكتلندي أول من بنى نظامًا عاملًا في منزله.
وفر مرجل مركزي بخارًا مرتفع الضغط كان يوزع بعدها الحرارة ضمن المبنى عبر نظام أنابيب مدمج في الأعمدة. طبق جيمس واط النظام على نطاق أوسع بكثير في مصنع نسيج في مانشستر. كتب روبرتسون بوشانان الوصف المفصل لهذه الأنظمة المركبة في أطروحاته المنشورة في عام 1807 وعام 1815. حدد توماس تريدغولد في كتابه مبادئ تدفئة وتهوية المباني العامة طريقة تطبيق التدفئة بالبخار الساخن على أبنية غير صناعية أصغر. تفوقت هذه الطريقة على أنظمة الهواء الساخن بحلول أواخر القرن التاسع عشر.

#### الماء الساخن
كانت أنظمة الماء الساخن الأولى تستخدم في روسيا للتدفئة المركزية في قصر الصيف (1710–1714) لبطرس الأكبر في سان بطرسبرغ. بعد ذلك بقليل، في عام 1716، ظهر أول استخدام للماء في السويد لتوزيع التدفئة في الأبنية. استخدم مارتن تريوالد، وهو مهندس سويدي، هذه الطريقة لدفيئة في نيوكاسل. قدم المعماري الفرنسي جان سيمون بونمين (1743-1830) التقنية للصناعة في جمعية تعاونية في قلعة بيك قرب باريس.
هذه المحاولات المبعثرة كانت معزولة وانحصرت بمعظمها في تطبيقها على بيوت الدفيئة. صرف تريدغولد في البداية النظر عن استخدامها بوصفها غير عملية، لكنه غير رأيه في عام 1836، حين دخلت التكنولوجيا إلى مرحلة تطور سريع.
كانت الأنظمة الأولى تستخدم أنظمة ماء منخفض الضغط، وكانت تتطلب أنابيب كبيرة جدًّا. ركب أنغير مارتش بيركنز واحدًا من أول الأنظمة العصرية للتدفئة المركزية باستخدام الماء الساخن في لندن في ثلاثينيات القرن التاسع عشر لمعالجة هذا العيب. في ذلك الوقت كانت التدفئة المركزية تبدأ بالانتشار في برلين، حيث كانت تستخدم غالبًا أنظمة البخار أو الهواء الساخن.